# Stéphane Vojetta
Stéphane Vojetta, né le 19 juillet 1974 à Nancy (Meurthe-et-Moselle), est un homme politique, banquier d'affaires et chef d'entreprise français. Il devient député représentant les Français établis hors de France en 2021 (étant le suppléant de Samantha Cazebonne, devenue sénatrice) et est réélu en 2022.
En juillet 2025, Stéphane Vojetta est contraint de démissionner à la suite de l'invalidation de son mandat par le Conseil constitutionnel, qui le déclare inéligible. De nouvelles élections sont alors organisées dans la 5e circonscription des Français établis hors de France.

## Biographie

### Carrière professionnelle
Diplômé de l'ESSEC en 1997, Stéphane Vojetta est un chef d'entreprise et  banquier d’affaires qui gère diverses sociétés. Ces sociétés sont actives dans le domaine du conseil stratégique ou financier, mais aussi de l'investissement, notamment dans le cadre d'accompagnement de projets entrepreneuriaux (où il joue le rôle de business angel).

### Parcours politique
Il participe à la campagne d'Alain Juppé lors de la primaire de la droite de 2016.
Lors des élections législatives de 2017, puis à nouveau lors d'une élection législative partielle en 2018, il est élu suppléant avec Samantha Cazebonne. Il devient député le 6 octobre 2021 à la suite de l'élection de Samantha Cazebonne en tant que sénatrice. Il est membre de la commission de la Défense nationale et des Forces armées.
Il conduit la liste LREM à Madrid pour les élections consulaires de 2021. Sa liste obtient 26 % des voix, contre 41 % pour la liste d'union de la gauche, contre laquelle il avait concentré ses attaques.
Pourtant député sortant, il n'est pas investi par la majorité présidentielle pour les élections législatives de 2022, la circonscription revenant à Manuel Valls. À travers un communiqué de presse, il dénonce un « parachutage » et choisit de maintenir sa candidature, sans l'investiture de sa famille politique. Il est exclu de La République en marche le 17 mai 2022. Le 5 juin, il arrive en deuxième position du premier tour avec 25,39 % des voix et est qualifié pour le second tour, tandis que Manuel Valls est éliminé. Il est élu au second tour avec 58 % des suffrages exprimés.
Stéphane Vojetta intervient également sur le sujet des  influenceurs, avec une proposition de loi transpartisane également portée par son collègue du Parti socialiste Arthur Delaporte, examinée en mars 2023 en première lecture à l'Assemblée.
Il est réélu au second tour des élections législatives anticipées le 7 juillet 2024.
D'après Politico, Stéphane Vojetta fait partie des députés du groupe Ensemble pour la République qui critiquent la proposition de leur collègue Gérald Darmanin que l'État vende certaines de ses participations dans des entreprises cotées.[pertinence contestée]
Le 11 juillet 2025, le Conseil constitutionnel invalide ses derniers comptes de campagne et le déclare inéligible pour une durée d'un an, ainsi que démissionnaire d'office de son mandat de député, au motif d’avoir réglé « irrégulièrement » une « part substantielle des dépenses engagées », durant sa campagne, notamment des « frais de transport »,. Il annonce s'engager « comme parrain » dans la campagne de son ex-suppléante, Nathalie Coggia, qui brigue sa succession lors d’élections anticipées, et qu'il sera candidat aux élections législatives de 2027.

### Vie privée
Marié à une épouse germano-espagnole, il est père de trois enfants binationaux.